# واکرز
واکرز (انگلیسی: Walkers) شرکت صنایع غذایی بریتانیایی است، که در سال ۱۹۸۹ تأسیس شد.